# Selakambang
Selakambang is een bestuurslaag in het regentschap Purbalingga van de provincie Midden-Java, Indonesië. Selakambang telt 6738 inwoners (volkstelling 2010).